# Vallières (Indre-et-Loire)
Pour les articles homonymes, voir Vallières.
Vallières est une ancienne commune française d'Indre-et-Loire, annexée en 1805 par Fondettes.

## Géographie

### Localisation et communes limitrophes
L'ancienne commune, aujourd'hui disparue, de Vallières était localisée au sein du canton de Luynes, subdivision administrative de l'arrondissement de Tours, dans le département d'Indre-et-Loire, en région Centre-Val de Loire,.
Vallières était entourée par la commune de La Membrolle-sur-Choisille, au nord-est ; celle de Saint-Cyr-sur-Loire, à l'est ; la commune de La Riche, au sud-est ; celle de Saint-Genouph, au sud ; celle de Luynes, le long de ses frontières sud-ouest ; et enfin par la ville de Fondettes, qui bornait ses limites ouest, nord-ouest et nord.
| Fondettes             | Fondettes               | La Membrolle-sur-Choisille    |
| Fondettes             | Vallières               | Saint-Cyr-sur-Loire           |
| Luynes, Saint-Genouph | Saint-Genouph, La Riche | La Riche, Saint-Cyr-sur-Loire |

## Histoire
Au Moyen Âge, alors qu'elle fait partie intégrante de l'ancien pagus de Tours (pagus Turinico), la paroisse de Vallières est connu sous le terme de Valeria. Un texte, rédigé en latin et datant du Xe siècle, met en évidence le toponyme du site tourangeau :

« Valeria, in pago Turinico, son longe a fluvio Ligeris. »

— Charte de l'archevêché de Tours, Xe siècle.
La création de la paroisse : sous l'impulsion de Téotolon, archevêque de Tours de 932 à 945, une église, sous forme d'abbaye a été érigée au sein de cette ancienne commune vers 940. L'édifice religieux est alors dédié au culte de Saint Pierre dont il prend son vocable,.

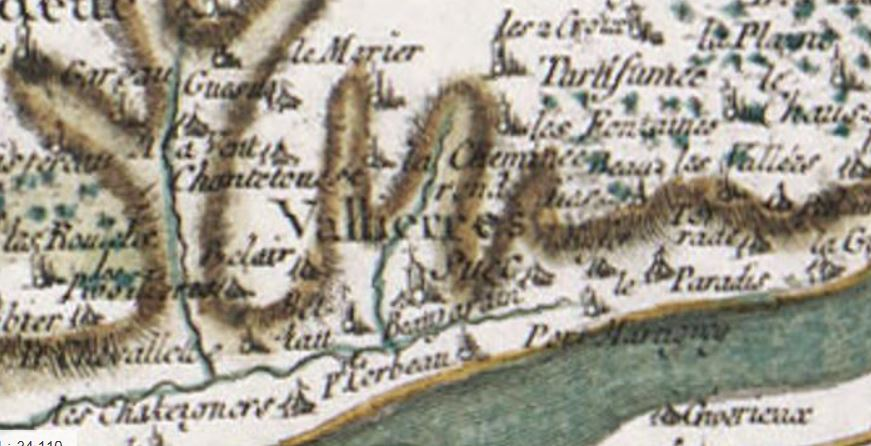
Vallières sur la carte de Cassini.

Dans la seconde moitié du XVIIIe siècle, dans les années 1772-1775, l'accroissement du prix certaines denrées alimentaires, notamment celui du pain, dans la seconde moitié du XVIIIe siècle provoque plusieurs émeutes de pillages au sein de la capitale tourangelle et de ses environs immédiats. L'une de ces révoltes de subsistances, menées par des villageois en arme et venant des paroisses de Fondettes, de Vallières et de Saint-Genouph, s'est déroulée entre le 19 et le 20 février 1774,.
Sur le document cartographique établi par César-François Cassini, vers la fin du XVIIIe siècle, le toponyme employé pour désigner le site Tourangeau apparaît sous la forme de « Vallièrres ».
La création de la commune s'effectue en janvier 1790.
En janvier 1805, ou plus exactement le 19 nivôse de l'an XIII sur le calendrier révolutionnaire français, le territoire de Vallières fait l'objet d'une annexion par la commune de Fondettes. D'après l'historien Jean-Michel Gorry, cette fusion, outre une origine purement administrative, serait également le résultat d'un manque de ressources économiques et d'une faiblesse démographique.

## Démographie
| 1793 | 1800 |
| ---- | ---- |
| 418  | 510  |

## Personnalités liées à la commune
- Jean-Baptiste Joseph Willart de Grécourt - né à Vallières
- Louis Charles d'Albert de Luynes - baptisé à Vallières le 30 septembre 1644